# Línea Astoria
La línea Astoria o en inglés como Astoria Line es una línea de tránsito rápido de la división BMT del metro de la ciudad de Nueva York, y opera en el barrio de Astoria, Queens.

## Alcance y servicios
La línea Astoria  es operada por dos servicios, la N y la W. El servicio N está en funcionamiento todo el tiempo, y el servicio W funciona los días de semana durante las horas pico matutinas hasta las 6pm. Ningún servicio usa las vías expresas centrales. 
El extremo norte de la línea Astoria es una terminal de dos vías en localizada en Ditmars Boulevard–Astoria, con una plataforma central. La vía central expresa empieza al sur de la estación  (con cruces que permiten a los trenes la transmisión en  Ditmars Boulevard–Astoria para poder tomar las vías correctas). La siguiente estación, la estación Astoria Boulevard, es la única  sección de tres vías.
La vía expresa termina al norte de Queensboro Plaza. Queensboro Plaza está programada para que los trenes con sentido norte funcionen en los niveles superiores, y los trenes en sentido sur en los niveles inferiores, y un cruce de plataforma en la línea Flushing. Los cruces en forma de aguja están entre las vías de los niveles superiores justo al norte de la estación, por eso es una de las pocas conexiones entre la BMT/IND y la IRT. Después de la estación Queensboro Plaza, la línea gira al oeste y se fusiona con la  conexión del túnel de la Calle 60 para convertirse en la línea Broadway vía el túnel de la Calle 60.

## Historia
La línea Astoria fue originalmente parte de la IRT, como un ramal de la línea Queensboro, ahora forma parte de la línea Flushing (en la cual no hacia paradas al norte de la línea, si no hasta el 21 de abril de 1917). Toda la línea Astoria al norte de Queensboro Plaza abrió hasta el 1 de febrero de 1917, y era usada  por trenes k operaban entre la 42da Calle–Grand Central y Astoria.
El 23 de julio de 1917, el ramal de puente Queensboro de la elevada línea de la Segunda Avenida abrió. Durante ese tiempo, todos los trenes elevados hacia Queensboro Plaza usaban la línea Astoria, y todos los trenes del metro usaban la línea Corona (ahora la línea Flushing), aunque después fue cambiado con trenes alternando entre los ramales. 
El túnel de la Calle 60 abrió el 1 de agosto de 1920, permitiendo a los trenes BMT llegar a la estación Queensboro Plaza. Sin embargo, las estaciones en las líneas Astoria y Corona fueron construidas con las especificaciones de la IRT, en la cual estaban muy estrechas para los materiales rodantes de la BMT. Así que los trenes de la BMT terminaron en Queensboro Plaza.
El 8 de abril de 1923, la BMT, empezó a usar vagones elevados, y empezaron a operar de forma "expresa" o shuttles a lo largo de la lInea Astoria (numerado como BMT 8 en 1924) y la línea Corona (BMT 9).Las líneas IRT fueron numeradas en 1948, y el 7 fue asignado a la línea Flushing (antigua línea Corona) y el 8 a la alinea Astoria.
Solo un año después, el 17 de octubre de 1949, la línea Flushing pasó a ser parte de la división IRT, y las plataformas de la línea Astoria fueron restauradas para permitir el flujo de los trenes BMT, la primera fue la Brighton Local (BMT 1). El ramal de la línea de la Segunda Avenida hacia Queensboro Plaza cerró el 13 de junio de 1942. Desde ese entonces, la Línea Astoria ha acogido el "otro extremo" de varios servicios que operan desde Brooklyn y pasan por Manhattan; véase B, N, Q, R, T y W para más detalles.

## Lista de estaciones
| Leyenda de la estación de servicio                       | Leyenda de la estación de servicio                       |
| -------------------------------------------------------- | -------------------------------------------------------- |
| Hace paradas todo el tiempo                              | Paradas todo el tiempo                                   |
| Hace paradas todo el tiempo                              | Paradas todo el tiempo excepto a altas horas de la noche |
| Hace paradas sólo los días de semana                     | Paradas en días de semana                                |
| Hace paradas en horas pico en direcciones congestionadas | Paradas horas pico o vías congestionadas                 |
| Detalles del periodo de tiempo                           |                                                          |

| Acceso para discapacitados | Estación                  | Vías  | Servicios | Apertura             | Transferencias y notas                                                   |
| --- | ------------------------- | ----- | --------- | -------------------- | ------------------------------------------------------------------------ |
| | Ditmars Boulevard–Astoria | ambas | N W       | 1 de febrero de 1917 | originalmente como la Avenida Ditmars                                    |
| | Astoria Boulevard         | ambas | N W       | 1 de febrero de 1917 | Bus M60 hacia el Aeropuerto LaGuardia originalmente como la Avenida Hoyt |
| | 30ma Avenida              | local | N Q       | 1 de febrero de 1917 | originalmente como la Avenida Grand                                      |
| | Broadway                  | local | N Q       | 1 de febrero de 1917 |                                                                          |
| | 36ta Avenida              | local | N Q       | 1 de febrero de 1917 | originalmente como la Avenida Washington                                 |
| | 39na Avenida              | local | N Q       | 1 de febrero de 1917 | originalmente como la Avenida Beebe                                      |
| | Queensboro Plaza          | ambas | N W       | 1 de febrero de 1917 | 7 <7> (Línea Flushing)                                                   |
| converge con el conexión del túnel de la Calle 60 (R ) y se convierte en la · línea Broadway vía el túnel de la Calle 60 (N Q R W de lunes a viernes) |                           |       |           |                      |                                                                          |